# (36177) Tonysharon
(36177) Tonysharon est un astéroïde de la ceinture principale.

## Description
(36177) Tonysharon est un astéroïde de la ceinture principale. Il fut découvert le 30 septembre 1999 à Socorro (Nouveau-Mexique) par le projet LINEAR. Il présente une orbite caractérisée par un demi-grand axe de 3,08 UA, une excentricité de 0,05 et une inclinaison de 8,6° par rapport à l'écliptique.

## Compléments